# Carinha de Anjo
Carinha d'Anjo és una telenovela infantil brasilera creada per Rosy Ocampo i escrita per Íris Abravanel, emesa originalment a SBT entre el 21 de novembre de 2016 i el 6 de juny de 2018. És un remake brasiler de la telenovela mexicana Carita de ángel produïda per Televisa el 2000.
L'argument compta amb Lorena Queiroz, Bia Arantes, Carlo Porto, Priscila Sol, Dani Gondim, Karin Hils, Eliana Guttman i Lucero en els papers principals. A la resta de papers també hi ha Sienna Belle, Renata Randel, Maisa Silva i Jean Paulo Campos.